# 이경재 (1880년)
이경재(李庚在, 1880년 음력 7월 16일 ~ ?)는 대한제국과 일제강점기의 경찰이며, 퇴직 이후에 중국에서 활동했던 인물이다.

## 생애
본적지는 함경남도 북청군이다. 10대에 북청에서 사립학교와 경학원에 다니다가, 1904년 한성부로 올라와 사립 광무학교, 사립 법률야학교에서 수학했다.
1907년 대한제국 재정고문부에 세무견습생으로 들어갔으며, 같은 해 경무청의 경찰이 되었다. 당시 이경재는 일진회 회원이었다. 곧 통감부 소속 경찰로 북간도에 파견되었다. 1908년부터 이듬해까지 통감부 임시간도파출소의 경부를 지내면서 이범윤 부대 토벌에 나서는 등, 간도 지역 항일운동에 대한 정보를 수집하는 역할을 맡았다.
한일 병합 조약 체결 후에는 1912년부터 약 6년 동안 조선총독부 간도파견 경부로 근무했다. 1919년 잠시 간도일본총영사관의 경찰서 경부로 옮겼다. 경찰 시절인 1919년에 발행된 《독립신문》에는 “탐정견 중의 최고”라고 묘사된 바 있다. 1920년부터는 주로 간도 지역 유지로서 일본과 밀착해 활동했다. 중국인과 고의로 충돌을 일으켜 일본군을 불러들이고, 침략 전쟁을 통해 만주국이 건설되는 과정에 적극 협력하였다.
1920년 삼단동맹회 회장, 1922년부터 3년간 용정촌 조선인거류민회 의원, 1925년 용정촌노동조합 의원, 1928년부터 7년간 용정촌조선인민회 회장, 1931년부터 4년간 간도 훈춘조선인민연합회 집행위원, 1932년 간도 훈춘자치정치실시준비위원회 집행위원을 지내는 등 경력이 화려하다. 특히 1931년에는 간첩 조직인 민생단이 조직될 때 발기인을 맡았고, 이듬해 민생단 이사회의 이사가 되었다.
1933년 《만몽일보》 설립에 창립위원으로 참여하여 1936년에는 이사장을 맡기도 했다. 이 무렵 자위단을 조직하여 반일세력 토벌에 편의를 제공한 일이 있고, 오족협화라는 만주국 건국 정신을 홍보하기도 했다. 일제 강점기 말기인 1940년부터는 성동산업주식회사와 간도흥아산업주식회사 사장에 오르는 등 기업인으로 활동했다.
1934년 만주국 정부가 수여하는 건국대전 기념장, 1935년 일본 정부가 수여하는 시정 25주년 기념 표창을 받은 바 있다.

## 사후
- 2007년 대한민국 친일반민족행위진상규명위원회가 친일반민족행위 195인 명단을 발표할 때 해외 부문에 포함시켰다. 2008년 민족문제연구소가 발표한 친일인명사전 수록예정자 명단 중 경찰 부문과 해외 부문에 들어 있다.

## 같이 보기
- 일진회
- 민생단

## 참고자료
- 친일반민족행위진상규명위원회 (2007년 12월). 〈이경재〉 (PDF). 《2007년도 조사보고서 II - 친일반민족행위결정이유서》. 서울. 1973~1990쪽쪽. 발간등록번호 11-1560010-0000002-10. [깨진 링크(과거 내용 찾기)]